# Künstlerhaus

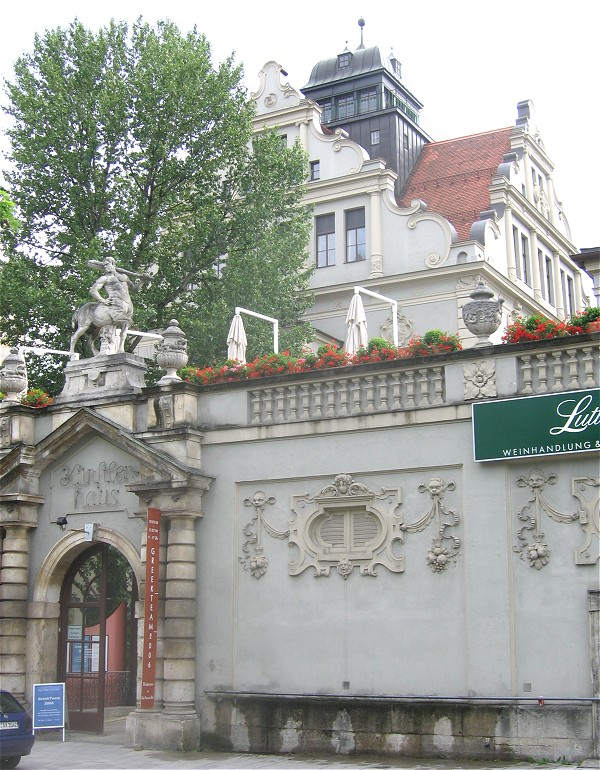
Ingresso laterale del palazzo

La Künstlerhaus (Casa degli artisti) è un palazzo situato a Monaco di Baviera in Germania.

## Storia
Il palazzo venne costruito tra il 1892 ed il 1900 su progetto di Gabriel von Seidl. 
Il 14 luglio 1944, durante la seconda guerra mondiale l'edificio venne parzialmente distrutto durante i bombardamenti aerei dell'aviazione britannica.
L'edificio ha diversi corpi, disposti intorno ad un cortile interno, in finto stile rinascimentale, con timpani a gradini e decorazioni in bronzo. Gli interni del palazzo vennero completati grazie all'intervento di Franz von Lenbach, il quale raccolse i fondi e si dedicò personalmente alla realizzazione degli interni. Le stanze sono decorate in stile liberty e in stile rinascimentale italiano. 
Il palazzo ospita un centro per conferenze, ma vengono organizzate anche mostre d'arte nel cortile interno.